# Póvoa de Varzim (freguesia)
Póvoa de Varzim era una freguesia portuguesa del municipio de Póvoa de Varzim, distrito de Oporto.

## Historia
Fue suprimida el 28 de enero de 2013, en aplicación de una resolución de la Asamblea de la República portuguesa promulgada el 16 de enero de 2013 al unirse con las freguesias de Argivai y Beiriz, formando la nueva freguesia de Póvoa de Varzim, Beiriz e Argivai.